# Xi – Chance Zukunft
Xi – Chance Zukunft ist eine Partei in Vorarlberg. Sie wurde am 22. März 2019 von dem Unternehmer und ehemaligen Landessprecher der NEOS Chris Alge gegründet und trat erstmals zu den Landtagswahlen am 13. Oktober 2019 an. Grundlegende Werte der Partei sind nach eigener Aussage Ehrlichkeit, Unabhängigkeit und Pioniergeist.
Die Partei stellt an sich selbst den Anspruch, diese vom Standpunkt der politischen Mitte aus zu behandeln.

## Organisation
Xi kandidierte auf Länderebene in Vorarlberg. Die dazu benötigten 100 Unterschriften pro Wahlbezirk wurden für die Landtagswahl 2019 zeitgerecht gesammelt.
Gründer der Partei ist Chris Alge, der gemeinsam mit Roland Rupprechter (MBA) die Spitze bildet. Insgesamt bestand das Team zur Wahl 2019 aus 24 Personen.
Bei der Landtagswahl 2019 trat die Partei in den Wahlbezirken Bregenz, Dornbirn und Feldkirch mit je 14 und in Bludenz mit 12 Kandidaten an. Sie erhielt bei der Wahl 1,5 % der abgegebenen Stimmen und erreichte daher den Einzug in den Landtag nicht.
Am 17. Dezember 2023 wurde bekannt, dass die Liste Xi plant, bei der Landtagswahl 2024 anzutreten. Am 15. März 2024 berichteten Medien, dass ein Wahlbündnis mit der Partei Wandel, Heimat aller Kulturen sowie der Liste Jede Stimme GILT geplant sei, dem widersprach wenige Tage später Wandel-Vorsitzender Fayad Mulla. Am 26. April bekräftigten die drei anderen Parteien, als Bündnis anzutreten. Das Bündnis erreichte 1,2 %, womit der Einzug in den Landtag klar verpasst wurde.

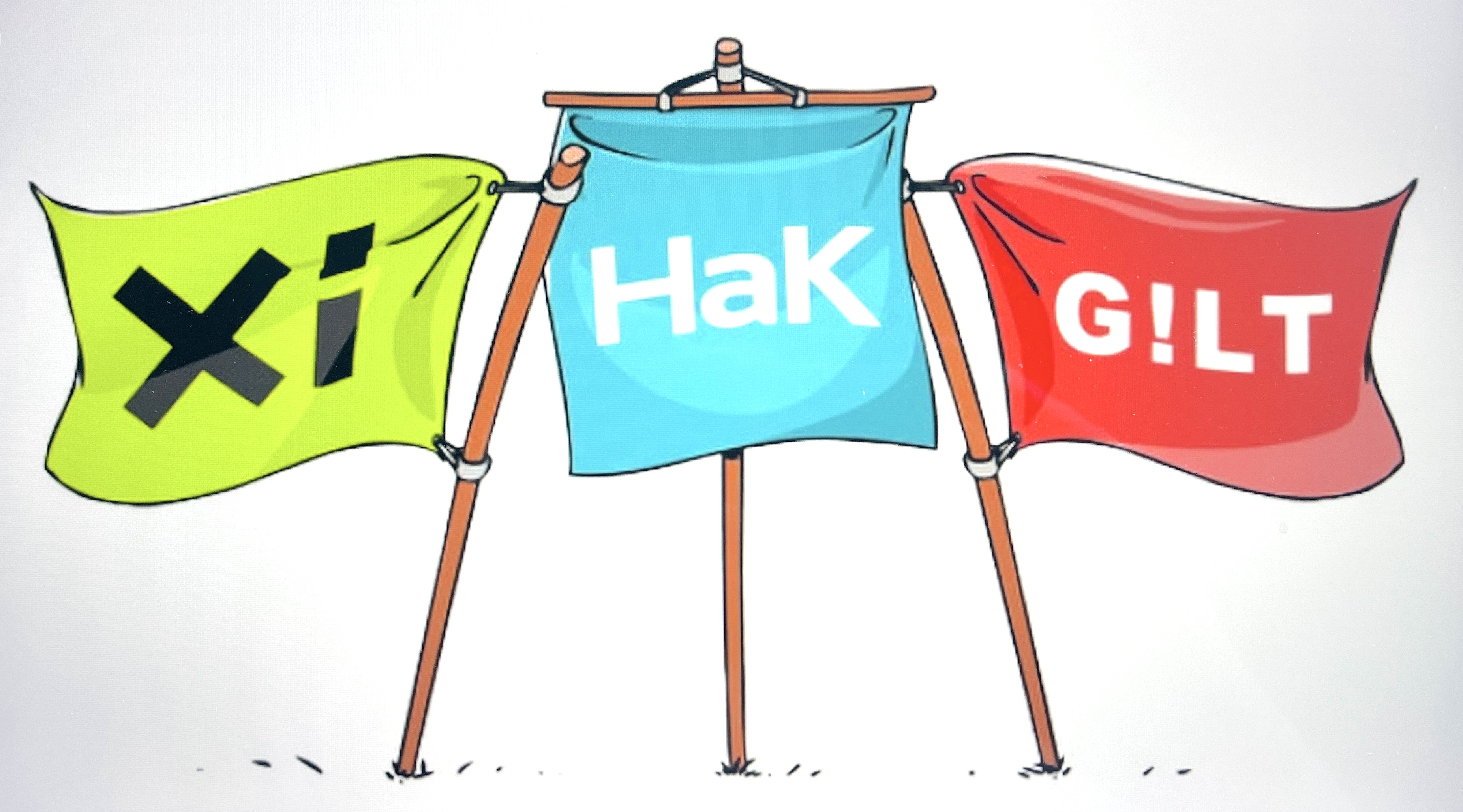
Logo des Wahlbündnisses Xi – HaK – GILT für die Landtagswahl in Vorarlberg 2024